# 수전 앤턴

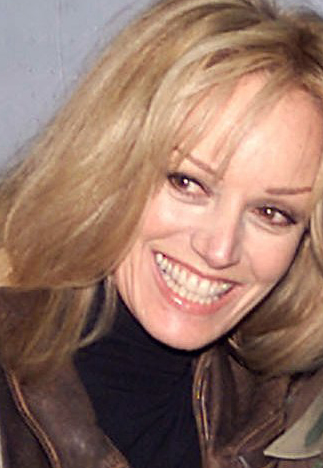

수전 앤턴(영어: Susan Anton, 1950년 10월 12일 ~ )은 미국의 배우, 가수이다.

## 영화
- 허리케인 샤크네이도 (2016년)
- 플레잉 위드 파이어 (2008년)
- 허버트 셀비 주니어: 더 나은 내일이 있을것이다 (2005년)
- 뉴저지 턴파이크 (1999년)
- 레나의 휴일 (1991년)
- SOS 해상 구조대 (1989년)
- 사이보그 유리시즈 (1987년)
- 캐논볼 2 (1984년)
- 골든걸 (1979년)
- 사랑의 유람선 (1977년)